# Geolycosa forsaythi
Geolycosa forsaythi är en spindelart som först beskrevs av Dahl 1908.  Geolycosa forsaythi ingår i släktet Geolycosa och familjen vargspindlar. Inga underarter finns listade i Catalogue of Life.